# Jevgenyija Szolomonovna Ginzburg
Jevgenyija Szolomonovna Ginzburg, oroszul Евге́ния Соломо́новна Ги́нзбург (Orosz Birodalom, Moszkva, 1904. december 20. – Szovjetunió, Moszkva, 1977. május 25.) orosz írónő, aki 18 évet töltött a szovjet rezsim börtöneiben és a gulágon.

## Családja és pályája bebörtönzése előtt
Moszkvában született. Az apja Szolomon Natanovics Ginzburg zsidó gyógyszerész volt, az anyja Revekka Markovna Ginzburg. A család 1909-ben Kazanyba költözött.
Jevgenyija 1920-tól 1922-ig a Kazanyi Állami Egyetem társadalomtudományi karán tanult, majd átiratkozott a Kazanyi Pedagógiai Főiskola társadalomtudományi szakának 3. évfolyamára. 1924 júniusában végzett. Munkásegyetemi tanárként (рабфак, рабочий факультет) dolgozott. 1934 áprilisában docensnek nevezték ki. A Szovjetunió Kommunista Pártja történetére specializálódott. Röviddel ezután, május 25-én a frissen létrehozott leninizmus történeti tanszék vezetőjének nevezték ki. Sikeres volt tanárként, újságíróként és adminisztrátorként is. 1935 őszén azonban az egyetem elhagyására kényszerítették.
Első házasságát Dmitrij Fjodorov orvossal kötötte. Fiuk, Alekszej Fjodorov 1926-ban született. (Ő 1941-ben meghalt Leningrád ostromakor.) 1930-ban másodszor is férjhez ment, Pavel Akszjonovhoz, Kazany tanácselnökéhez, aki ehhez a tisztséghez kapcsolódóan a Szovjetunió Központi Végrehajtó Bizottságának is tagja volt. 1932-ben született fiuk, Vaszilij Akszjonov, aki jó nevű író lett.

## Üldöztetése
Miután Szergej Kirovot 1934. december 1-jén meggyilkolták, megkezdődött a sztálini nagy tisztogatás. Nagyon sok kommunistát vádoltak meg azzal, hogy trockista ellenforradalmi csoporthoz csatlakozott. Jevgenyija Ginzburgot azzal vádolták, hogy részt vett egy olyan koncepciós összeesküvésben, amelyet Nyikolaj Naumovics Elvov professzor szervezett a vádak szerint a Krasznaja Tatarija (Vörös Tatárföld) című újság szerkesztőségében. A hosszú és egyre fenyegetőbbé váló eljárás során harcolt ellene, hogy elvegyék a párttagsági könyvét, de 1937. február 8-án mégis kizárták a pártból.
Röviddel ezután, 1937. február 15-én letartóztatták. A legtöbb megvádolttól eltérően végig következetesen tagadta a vádakat és nem írta alá, hogy ellenforradalmi trockista szervezkedésben vett volna részt.
A szüleit is letartóztatták, és csak két hónap múlva engedték el őket, de a házukban ekkor már más lakott és az ingóságaikat is elveszítették. Minderről Jevgenyija csak sokkal később szerzett tudomást, mivel ekkor már rég börtönben volt. Azt viszont börtöntársaitól megtudta, hogy júliusban a férjét is letartóztatták. Akszjonovot 15 év kényszermunkára és tulajdonának elkobzására ítélték.

## Bíróság előtt
Habár kiállta a kihallgatások megpróbáltatásait és nem ismerte el bűnösségét, a Szovjetunió Legfelsőbb Bíróságának Katonai Kollégiuma 1937 augusztus 1-jén Moszkvában tíz év börtönre, politikai jogai ötéves elvesztésére és személyes tulajdonának elkobzására ítélte. Fellebbezésre nem volt lehetősége. Később Ginzburg azt írta egy levélben a Szovjetunió Legfelsőbb Tanácsának Elnöksége elnökének, Vorosilovnak hogy az egész tárgyalása hét percig tartott, beleértve kikérdezését és az ítélet felolvasását. „Bíráim olyan sietségben voltak, hogy semmilyen kérdésemre, vagy nyilatkozatomra nem válaszoltak.” Üldöztetéseiről írt regényében Ginzburg arról számolt be,
hogy maga az ítélet nagy megkönnyebbülést okozott neki, mert fel volt készülve rá, hogy halálra fogják ítélni:
Élni! Tulajdon nélkül, mit számított az nekem? Kobozzák el – ha egyszer úgyis haramiák voltak, akiknek az elkobzás a dolga. Ami nekem volt, abból ugyan sok jót nem nyernek, legfeljebb egy pár könyvet és ruhát – hiszen még egy rádiónk se volt... Azt gondoljátok (ti bírók), a halképetekkel, hogy még tíz évig folytathatjátok a rablást és gyilkolást, hogy nincs senki a Pártban, aki előbb, vagy utóbb megállít benneteket? Tudom, hogy vannak – és hogy megláthassam azt a napot, élnem kell. Börtönben, ha kell, de minden áron élnem kell!... az őrökre néztem, akiknek a kezei még mindig össze voltak kulcsolva a hátuk mögött. A testem minden idege reszketett az örömtől, hogy életben vagyok. Milyen jó arcuk volt az őröknek! Parasztfiúk Rjazanyból vagy Kurszkból, a legvalószínűbben. Nem tehettek róla, hogy őrök – kétségkívül besorozták őket... Aztán vetettem az őrök felé egy barátságos mosolyt. Meghökkenve néztek rám.

## Bebörtönzés, száműzetés
Elsőnek a hírhedt moszkvai Lefortovo és Butirka börtönökben tartották fogva, majd a jaroszlavli Korovnyiki börtönbe szállították. Ezután egy börtönvonaton átszelte a Szovjetuniót Vlagyivosztokig, ahonnan a Dzsurma nevű gőzös rakterében Magadanba szállították. Itt a tábor kórházában dolgozott, de hamarosan a hírhedt Kolima menti munkatáboraiba szállították át. Sok más rabhoz hasonlóan hamarosan a „dohogyagák”, a végső stádiumúak kategóriájába került. Egy krími német orvos, Anton Walter mentette meg az életét, amikor nővér posztra ajánlotta. Végül össze is házasodtak. Antont német származása miatt deportálták.
1949 februárjában elengedték a gulágról, de még öt évig Magadanban kellett maradnia. Egy óvodában talált munkát és titokban az emlékiratait írta. 1949 októberében azonban megint letartóztatták és a Krasznojarszki határterületre száműzték. A helyet, a saját kérésére az utolsó pillanatban Kolimára változtatták. Második letartóztatására és száműzésére semmilyen indoklást nem kapott.
Anton Walterrel azután tudtak összeházasodni, hogy a státuszát letartóztatottról száműzöttre változtatták. A pár örökbefogadott egy árva kislányt, akiből színésznő lett (Antonyina Pavlovna Akszjonova).

## Rehabilitációja és későbbi élete
Miután Sztálin 1953-ban meghalt, Ginzburg ismételt fellebbezései különböző hatóságokhoz végül sikerre vezettek. 1955. június 25-én kiengedték a száműzetésből és visszatérhetett Moszkvába. Rehabilitálták.
Moszkvában újságíróként dolgozott és folytatta fő művét, az emlékiratait. Orosz címe: Крутой маршрут (magyarul Meredek útvonal, angolul Journey into the Whirlwind, Utazás a forgószélbe). A könyvet 1967-ben befejezte, de a Szovjetunióban nem adták ki. A kéziratot külföldre csempészték és ugyanabban az évben a milánói Mondadori és a frankfurti Possev is kiadta. Sok nyelvre lefordították. Kétkötetes változatai is megjelentek.

## Film
2008-ban Marleen Gorris életrajzi filmet forgatott Jevgenyija Ginzburgról, Within the Whirlwind címmel (magyarra fordítva 'Forgószélben'). Ginzburgot Emily Watson alakította és a filmben szerepelt Pam Ferris és Ben Miller is. a filmet 2010-ben mutatták be.

## Ginzburg-kiadások
- 1982. Within the Whirlwind. Harvest/HBJ Book. ISBN 0-15-697649-8.
- 2002. Journey into the Whirlwind. Harvest/HBJ Book. ISBN 0-15-602751-8.

## Magyar fordítása
Könyvét a 90-es évek elején lefordították magyarra, de nem jelent meg, azzal az indoklással, hogy ebben az időszakban (a kommunista rezsim összeomlása és a szovjet csapatok kivonása után) megcsappant az érdeklődés az orosz irodalom iránt – nyilatkozta 2014-ben M. Nagy Miklós műfordító, író, az Európa Könyvkiadó igazgatója.

## Külső hivatkozások
- Video Lecture on Yevgenia Ginzburg by Dr. Henry Abramson
- Eyvgenia Ginzburg's works at Lib.ru (orosz eredetiben)
- Excerpts from Ginzburg's "Journey into the whirlwind" (translated into English) can be found in Section 4.2 of L. Kowalski's book on Stalinism: https://web.archive.org/web/20090107101200/http://csam.montclair.edu/~kowalski/stalinism.html